# 裸體派對

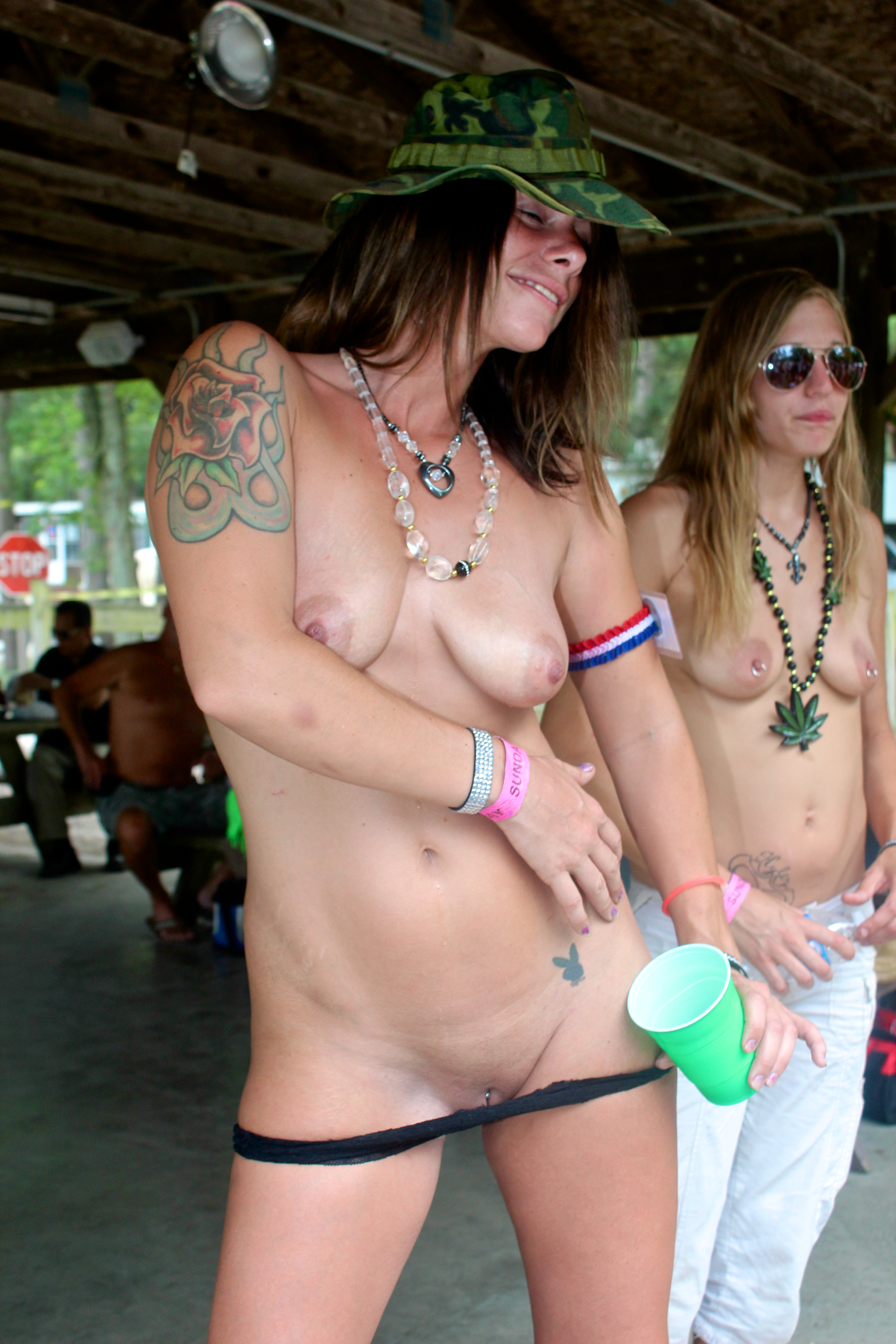
裸體派對中的二名女性

裸體派對是要求參與者裸体參加的派對。此活動主要和大學校園有關，多半也是大學生參與。裸體派對是在布朗大学及耶鲁大学組織類似活動之後，開始有知名度。裸體派對的起源可以追溯到天然主義運動以及校園露體癖，不過現在的裸體派對是從1980年代從布朗大学開始的。裸體派對的參與者表示他們在進入派對時都已是裸體的，每個人不論其體型如何，也都允許裸體，幾分鐘後就不覺得尷尬了。根據報導的資料，大部份的裸體派對不會限制性別。在體派對中，裸體「比較是社交互動的體驗，不是性體驗。」
裸體派對的興起也帶來國際性的爭議。有些學生不希望其學校和這類的活動有關。這類的關注也出現在許多的文學作品中，例如汤姆·沃尔夫的《我是夏綠蒂·賽門斯》（I Am Charlotte Simmons）、纳塔利·克林斯基（Natalie Krinsky）的《搞上耶魯》（Chloe Does Yale）。宗教團體試圖禁止在都市中的裸體派對。《今日基督教》有一個標題為What to Say at a Naked Party的專欄文章，提出了和性侵犯及客觀道德等議題的關注。

## 外部連結
- College Comment: Black Tie Optional by Darrell Hartman, April 2003